# Matt Bouldin
Matthew Timothy "Matt" Bouldin (Highlands Ranch, Colorado, 17 de enero de 1988) es un exjugador de baloncesto estadounidense, profesional durante siete temporadas. Con 1,96 metros de estatura, jugaba en la posición de escolta.

## Trayectoria deportiva

### Universidad
Jugó cuatro temporadas con los Bulldogs de la Universidad Gonzaga, en la que promedió 12,7 puntos, 4,0 rebotes, 3,3 asistencias y 1,3 robos de balón por partido. En su primera temporada fue incluido en el mejor quinteto de novatos de la West Coast Conference, mientras que en las tres temporadas restantes lo fue en el mejor quinteto absoluto. En 2010 fue además elegido Jugador del Año de la conferencia.

### Profesional
Tras no ser elegido en el Draft de la NBA de 2010, fue invitado por Chicago Bulls para disputar las Ligas de Verano de la NBA. En el mes de octubre firmó su primer contrato profesional con en Iraklis BC de la A1 Ethniki griega, pero fue despedido en enero de 2011 tras dar positivo de una sustancia prohibida en un control de la Agencia Mundial Antidopaje. Hasta ese momento había disputado 10 partidos, en los que promedió 9,7 puntos y 3,0 rebotes. En marzo regresó a su país para firmar con los Tulsa 66ers de la NBA D-League, con los que jugó nueve partidos hasta final de temporada, promediando 7,4 puntos y 3,1 asistencias.
En octubre de 2011 fichó por el KK Budućnost Podgorica de la Liga de Montenegro, donde jugó 26 partidos antes de ser despedido, promediando 3,1 puntos y 1,2 rebotes.
En septiembre de 2012 fichó por el Hapoel Tel Aviv B.C. israelí, donde únicamente pudo disputar un partido antes de caer lesionado de gravedad en una rodilla en la que necesitó cirugía, alcanzando un acuerdo para rescindir su contrato.
Ya recuperado de la lesión, en noviembre de 2013 fichó por Los Angeles D-Fenders de la D-League, donde solo jugó cinco partidos antes de ser despedido en diciembre. Dos semanas después fue adquirido por los Delaware 87ers, quienes en febrero de 2014 lo traspasaron a los Fort Wayne Mad Ants a cambio de una futura segunda ronda del draft. Allí acabó la temporada regular promediando 12,9 puntos y 4,6 asistencias por partido, y fue pieza fundamental en los playoffs y en la consecución del campeonato de liga, promediando en los partidos de postemporada 17,2 puntos, 6,0 asistencias y 4,2 rebotes, solo superado en su equipo por Tony Mitchell y Ron Howard.
En julio de 2014 fue invitado por los Orlando Magic para disputar las Ligas de Verano, pero no llegó a disputar ni un partido. En marzo de 2015 fue readquirido por los Fort Wayne Mad Ants, donde acabó la temporada promediando 14,5 puntos y 4,0 asistencias por partido.
En julio de 2015 fue elegido en la decimotercera posición del draft de la liga coreana por los Changwon LG Sakers, firmando por el equipo asiático, donde solo jugó nueve partidos, promediando 5,8 puntos y 1,2 asistencias.
En diciembre de 2016 fichó por el también equipo coreano de los Busan KT Sonicboom.